# David Rousset
Pour les articles homonymes, voir Rousset.
David Rousset, né le 18 janvier 1912 à Roanne (Loire) et mort le 13 décembre 1997 à Paris, est un résistant, déporté, écrivain et homme politique français.

## Biographie

### Famille et jeunesse
David Rousset est le fils d'un ouvrier métallurgiste devenu cadre de maîtrise et le petit-fils de deux grands-pères pasteurs, l'un à Annonay, l'autre à Roanne.
À 14 ans, à la suite d'un accident de tennis, il perd un œil.

### Formation
Étudiant en philosophie et en littérature à la Sorbonne, il est l'élève de Georges Dumas, professeur de psychopathologie à l'hôpital Sainte-Anne.

### Débuts politiques
Entre 1931 et 1936, il voyage en Allemagne et en Tchécoslovaquie. Il rejoint, dès 1931, les étudiants socialistes. Enseignant, il se rapproche de Léon Trotski, qu'il rencontre lors du séjour de celui-ci en France, et il est de ce fait exclu de la SFIO en 1935. L’année suivante, il est l'un des fondateurs du Parti ouvrier internationaliste (POI). Il se consacre alors à l’action contre le colonialisme en Algérie et au Maroc.
En 1938, il est correspondant des revues américaines Fortune et Time.
En 1939, il épouse Susie Elisabeth Elliot, avec qui il a trois fils.

### Déportation
Durant l’Occupation, il participe à la reconstitution du POI clandestin. Il est arrêté par un inspecteur français et deux allemands le 16 octobre 1943 pour avoir entrepris des démarches politiques en direction des soldats de la Wehrmacht, le « travail allemand ». Il est torturé rue des Saussaies pendant toute une journée, emprisonné à Fresnes, envoyé au camp de Compiègne en janvier 1944, puis déporté à Buchenwald, où il arrive le 29 janvier 1944. Il est ensuite envoyé au nouveau camp de Porta Westfalica, puis, à la mi-mars 1944, dans celui de Neuengamme. Dans les premiers jours d'avril 1944, il est envoyé à Helmstedt, où il travaille dans les mines de sel pendant un an.
En avril 1945, devant l'avancée des Alliés, il est déplacé avec les déportés survivants plus au Nord. Cette dernière « marche de la mort » se termine pour lui dans le kommando de Wöbbelin, près de Schwerin, avec les déportés déplacés du camp de Neuengamme.
Au soir du 3 mai 1945, le kommando de Wöbbelin est abandonné par les nazis, ce qui lui permet, avec Albert Rohmer, de partir à la rencontre des Alliés. Ils sont reçus à la mairie de Ludwiglust par le général James M. Gavin (commandant la 82e division aéroportée américaine). Le lendemain matin 4 mai, l'armée britannique se déplace grâce à leurs indications en direction des derniers kommandos de Neuengamme pour les libérer. Il revient à Paris le 19 mai 1945, atteint du typhus exanthématique.

### Description et dénonciation des systèmes concentrationnaires
Après la guerre, il publie L'Univers concentrationnaire, ouvrage fondamental sur les camps nazis qui obtient le prix Renaudot en 1946. Le livre est considéré comme la première fresque descriptive du phénomène concentrationnaire répressif. En 1947, il publie un roman de huit cents pages, Les Jours de notre mort, fondé sur ses souvenirs mais aussi sur d'autres témoignages sur les camps de la mort nazis.
En 1949, il publie dans Le Figaro littéraire un appel « aux anciens déportés des camps nazis et à leurs organisations ». Il dénonce dans cet appel le travail correctif existant en URSS, un système général alimenté par les internements de masse sur simple décision administrative. 
David Rousset propose alors la création d'une commission internationale d'enquête composée d'anciens déportés ayant pour but de vérifier sur place si le travail forcé est une composante du régime soviétique. Il est alors traité par le député communiste Virgile Barel d'« écrivain hitlérien », par Jacques Duclos de « policier » et de « roussin ». Pierre Daix l'accuse, dans Les Lettres françaises, journal littéraire proche du PCF, d'avoir « accolé à un faux primitif de vulgaires transpositions de ce qui s'est passé dans les camps nazis. » Claude Bourdet lui suggère de « balayer devant notre porte » tandis que Jean-Paul Sartre et Maurice Merleau-Ponty désapprouvent l'usage que Rousset fait du document soviétique.

### Troisième force
Il reprend son combat contre les guerres coloniales en Indochine et en Algérie.
Il est l'un des fondateurs, en 1957, du comité Maurice-Audin, du nom d'un jeune mathématicien communiste enlevé et exécuté par l'armée française en Algérie. Dans la période précédente, il s'éloigne du trotskisme et, avec Jean-Paul Sartre, en 1948, crée le Rassemblement démocratique révolutionnaire (RDR), parti composite qui veut réunir « dans l’action tous ceux qui ne pensent pas que la guerre et le totalitarisme sont inévitables ». Le RDR se situe dans une double opposition au PCF et au RPF gaulliste et ne survit qu'un an : Sartre se rapproche du PCF tandis que David Rousset cherche une « troisième force ».
Après la sortie en 1947 du livre de Victor Kravtchenko J'ai choisi la liberté et du procès intenté par l'auteur à l'hebdomadaire Les Lettres françaises, Rousset crée en octobre 1950 la Commission internationale contre le régime concentrationnaire (CICRC), qui entreprend des enquêtes sur les situations espagnole, grecque, yougoslave et soviétique. Pour la première fois en France, il utilise le terme « goulag » pour désigner le système concentrationnaire soviétique. Ceci lui vaut d'être traité de « trotskiste falsificateur » par la revue communiste Les Lettres françaises, à qui il intente un procès en diffamation, qu'il gagne en 1951,,. Sa dénonciation des camps soviétiques lui vaut aussi des accusations, calomnieuses selon lui, de l'amicale de Buchenwald, présidée par le colonel Manhès.
David Rousset est parmi les premiers à dénoncer d'abord le goulag puis le laogai chinois. De 1952 à 1956, il enquête sur la situation pénitentiaire en République populaire de Chine et rédige un Livre blanc. En mai 1957, le CICRC fait l’examen de la politique répressive menée en Algérie.

### Gaulliste de gauche
Au début des années 1960, pour divers journaux, dont Le Figaro et Le Monde, David Rousset réalise des interviews de personnalités du tiers monde : Gamal Abdel Nasser, Ahmed Ben Bella et Che Guevara. Son soutien à la décolonisation de l'Algérie par Charles de Gaulle le conduit à soutenir, en 1965, la candidature de celui-ci lors de l’élection présidentielle. Il devient un « gaulliste de gauche ». Il est élu député UDR de l’Isère, en juin 1968. Il s'éloigne de l'UDR après la mort du général, fonde l'Union travailliste et termine son mandat comme non-inscrit.
Grand reporter au Figaro littéraire, il collabore aussi à France Culture, publie La Société éclatée, Sur la guerre et Fragments d’autobiographie.

### Années 1970
En 1973, après les affrontements du 21 juin 1973 à Paris, causés par un assaut donné par plusieurs partis d'extrême gauche contre un meeting de l'extrême droite, qui entraîne la dissolution de la Ligue communiste, en même temps que celle de plusieurs organisations d'extrême droite, Rousset est contacté pour une médiation auprès du ministère de l'Intérieur, qui permet au mouvement de se reconstituer sous le nom de Ligue communiste révolutionnaire, à la condition expresse de dissoudre l'essentiel de son service d'ordre, qui comptait alors des milliers de membres entraînés sous la responsabilité de la Commission très spéciale (CTS), à la tête de laquelle son fils Pierre Rousset avait succédé à Henri Weber, avec Daniel Bensaïd.

### Dernières années
Il passe les trente dernières années de sa vie à Barbizon.

## Œuvres
- L'Univers concentrationnaire, éditions du Pavois, Paris, 1946 ; réédition éditions de Minuit, 1965. Prix Renaudot 1946.
- Les Jours de notre mort, éditions du Pavois, Paris, 1947 ; réédition éditions Ramsay, Paris, 1988 ; réédition Hachette Littératures, Paris 2005 ; réédition Fayard Pluriel, 2012.
- Entretiens sur la politique, avec Gérard Rosenthal et Jean-Paul Sartre, Gallimard, Paris, 1949.
- Le pitre ne rit pas, éditions du Pavois, Paris, 1948. Recueil de textes « puisés dans les archives secrètes du Troisième Reich », comme le dit page 243, les « notes sur les textes publiés ».
- Pour la vérité sur les camps concentrationnaires. Un procès antistalinien à Paris, avec Théo Bernard et Gérard Rosenthal, éditions du Pavois, Paris, 1951.
- Le Monde concentrationnaire nazi dans Histoire controversée de la Deuxième Guerre mondiale d'Eddy Bauer, tome VII, 1967.
- La Société éclatée. De l'échec de la révolution bolchévique à l'espérance socialiste d'aujourd'hui, Bernard Grasset, Paris, 1973.
- Sur la guerre. Sommes-nous en danger de guerre nucléaire ?, éditions Ramsay, Paris, 1987.
- Une vie dans le siècle. Fragments d’autobiographie, avec la collaboration d’Émile Copfermann, Plon, Paris, 1991.
- La Fraternité de nos ruines : Écrits sur la violence concentrationnaire 1945-1970, édition établie et présentée par Grégory Cingal, Fayard, Paris, 2016.

## Mandat parlementaire
- 11 juillet 1968 - 1er avril 1973 : député de la 5e circonscription de l'Isère

## Archives
- Inventaire du fonds d'archives de David Rousset conservé à La contemporaine.